# Siberian Breaks
Siberian Breaks è un singolo del gruppo musicale statunitense MGMT, pubblicato nel 2010 ed estratto dal loro secondo album in studio Congratulations.

## Tracce
12"
1. Siberian Breaks – 12:09